# Romeins aquaduct Nijmegen
Het Romeins aquaduct bij Nijmegen is een Romeins aquaduct tussen Groesbeek en Nijmegen in de Nederlandse provincie Gelderland. De waterleiding lag in het gebied tussen Nijmegen, de Heilig Landstichting en Berg en Dal. De grondwerken die daarop duiden zijn nog zichtbaar in het landschap. Ze werden in 2012 ter bescherming geregistreerd als rijksmonument en in 2021 genomineerd als werelderfgoed.
In juni 2020 zijn in een bouwput mogelijke resten van de watergoot gevonden, waar tot op heden nader onderzoek naar gedaan wordt.
Het veronderstelde aquaduct had een totale lengte van ongeveer vijf kilometer. Het vervoerde water vermoedelijk vanaf ongeveer 80 meter boven NAP bij de Oude Kleefsebaan bij Berg en Dal naar de legioenplaats van het tiende legioen op de Hunnerberg in het oostelijk deel van het huidige Nijmegen op 52 meter boven NAP. Het aquaduct was zo aangelegd dat het een vrijwel constant verval had van 0,2%.
De werken zouden geheel zijn uitgevoerd in hout en aarde, waarbij het water door een houten goot liep. Deze goot heeft men niet teruggevonden omdat het hout is vergaan. Om het water van bron naar de eindbestemming te kunnen leiden hebben de Romeinen volgens een schatting zo'n 200.000 kubieke meter grond verplaatst. Daarbij werden drie dalen aangelegd: het Kerstendal, het Louisedal en het Mariënboom (in Mariënbosch). Tevens werden er drie dammen aangelegd: de Cortendijk, de Swartendijk en de Broerdijk.

## Traject
De bron van de waterleiding ligt aan de zuidzijde van de huidige Oude Kleefsebaan, die het tracé volgt van een Romeinse weg. Aan de zuidzijde van de Oude Kleefsebaan ontspringen in de 21e eeuw nog steeds enkele bronnen. Mogelijk heeft het Kerstendal doorgelopen naar de noordkant van de Romeinse weg. In de nabijheid van de bron ligt de Vestaalsche Heuvel.
Het Kerstendal is ongeveer een kilometer lang en heeft een diepte van elf meter thans op 82 meter boven NAP. Men heeft bij het graven van dit dal ongeveer 80.000 kubieke meter aarde verplaatst. Hiermee zouden 80 legionairs vier jaar werk gehad hebben. De grond die weggegraven werd uit het dal werd op de randen ervan geworpen waar het tegenwoordig nog ligt. In de Romeinse tijd zal het dal nog dieper zijn geweest, maar ook nu nog is de bodem vochtig. De vijver van Watermeerwijk is mogelijk in de Romeinse tijd gegraven om watervoerende lagen aan te boren en/of zal als opvangbekken gebruikt zijn van het water dat uit het Kerstendal kwam. Het water van de vijver wordt in ieder geval kunstmatig gestuwd. Bij de vijver ligt aan de oostzijde een motte die uit de middeleeuwen stamt, de periode waaruit de vijver mogelijk ook kan stammen.
De waterleiding vervolgde het traject op een aantal meter ten noorden van de huidige Meerwijkselaan, maar van dit stuk van het traject hebben archeologen geen sporen gevonden. Vervolgens komt de waterleiding uit bij het Louisedal. Een deel van het dal loopt over het terrein van Museumpark Orientalis. Dit dal is mogelijk veel dieper geweest dan de huidige situatie en is dan later volgelopen met aarde. De geul die hier bij een opgraving aan het licht kwam zou slechts één seizoen zijn gebruikt. Daardoor vermoeden archeologen dat het hier gaat om een afkorting van de bestaande waterleiding waarin de Cortendijk was opgenomen. Het Louisedal komt uit op een natuurlijk dal waar het precies aansluit op het begin van de Swartendijk.
De Swartendijk was een dam waarover de waterleiding was aangelegd. De dam had een lengte van 260 meter en een hoogte van 6,5 meter op sommige plaatsen. Om de dam op te werpen gebruikten de Romeinen 10.000 kubieke meter aarde die ze weghaalden vlak naast de dam. In het verlengde van de Swartendijk ligt de geul van het Mariënbosch. Voor deze geul heeft men ongeveer 6.500 kubieke meter aarde verplaatst. Dwars hierop bevindt zich in noordwaartse richting (richting Speeltuin De Leemkuil) een gegraven dwarsdal dat wellicht voor extra wateraanvoer werd aangelegd.
Het laatste aardewerk op het tracé van de waterleiding is de Broerdijk. Tegenwoordig heet hier de straat nog de Broerdijk en Broerweg, maar nog in 1933 was dit een hoge en brede dam. Mogelijk is deze dam twaalf meter hoog geweest of er is gebruikgemaakt van een sifon; een gesloten loden waterleiding die werkt volgens het principe van de communicerende vaten. De Broerdijk heeft daarbij ergens de Romeinse weg gekruist, thans ongeveer het tracé van de Berg en Dalseweg. De Broerdijk kwam uit bij de legioenplaats van het Tiende Legioen. Binnen dit terrein hebben archeologen sporen gevonden van een groot ondergronds opvangbekken waarin het water werd opgevangen. Dit zou een waterverdeelstation zijn geweest. Op het terrein van de legioenplaats heeft men loden pijpen en verschillende andere waterleidingen gevonden, en ook een stenen riool.

## Twijfel
Of tussen Groesbeek en Nijmegen in de Romeinse tijd een aquaduct heeft gelopen, is volgens de Nijmeegse gemeentelijke rekenkamer nog de vraag. Deze instantie adviseerde het gemeentebestuur in 2014 terughoudend te zijn met betrekking tot investeringen die het veronderstelde waterwerk voor toeristen en andere geïnteresseerden beter toegankelijk maken. Onomstotelijke duidelijkheid over het bestaan van een dergelijk aquaduct in het gebied tussen Groesbeek en Nijmegen is volgens de rekenkamer ondanks de erkenning als rijksmonument niet geleverd.
Een chronologisch overzicht van publicaties die een relatie hebben met of handelen over het vermeende Romeinse aquaduct (of onderdelen daarvan) in/nabij Nijmegen is te vinden op de website van de Nederlandse archeologenvereniging afdeling Nijmegen.

## Werelderfgoed
De Nederlandse en Duitse regering hebben de Neder-Germaanse limes in 2011 voorgedragen voor de kandidatenlijst voor het werelderfgoed als uitbreiding op de delen in Duitsland en Engeland. Op 9 januari 2021 is het nominatiedossier aan de UNESCO aangeboden, met daarin de meest complete en best bewaarde vindplaatsen uit de Romeinse tijd. 
Op 4 juni is een positief advies uitgebracht door ICOMOS.
Genomineerd zijn een vijftal clusters met de dijken en de drie gegraven valleien.

## Galerij

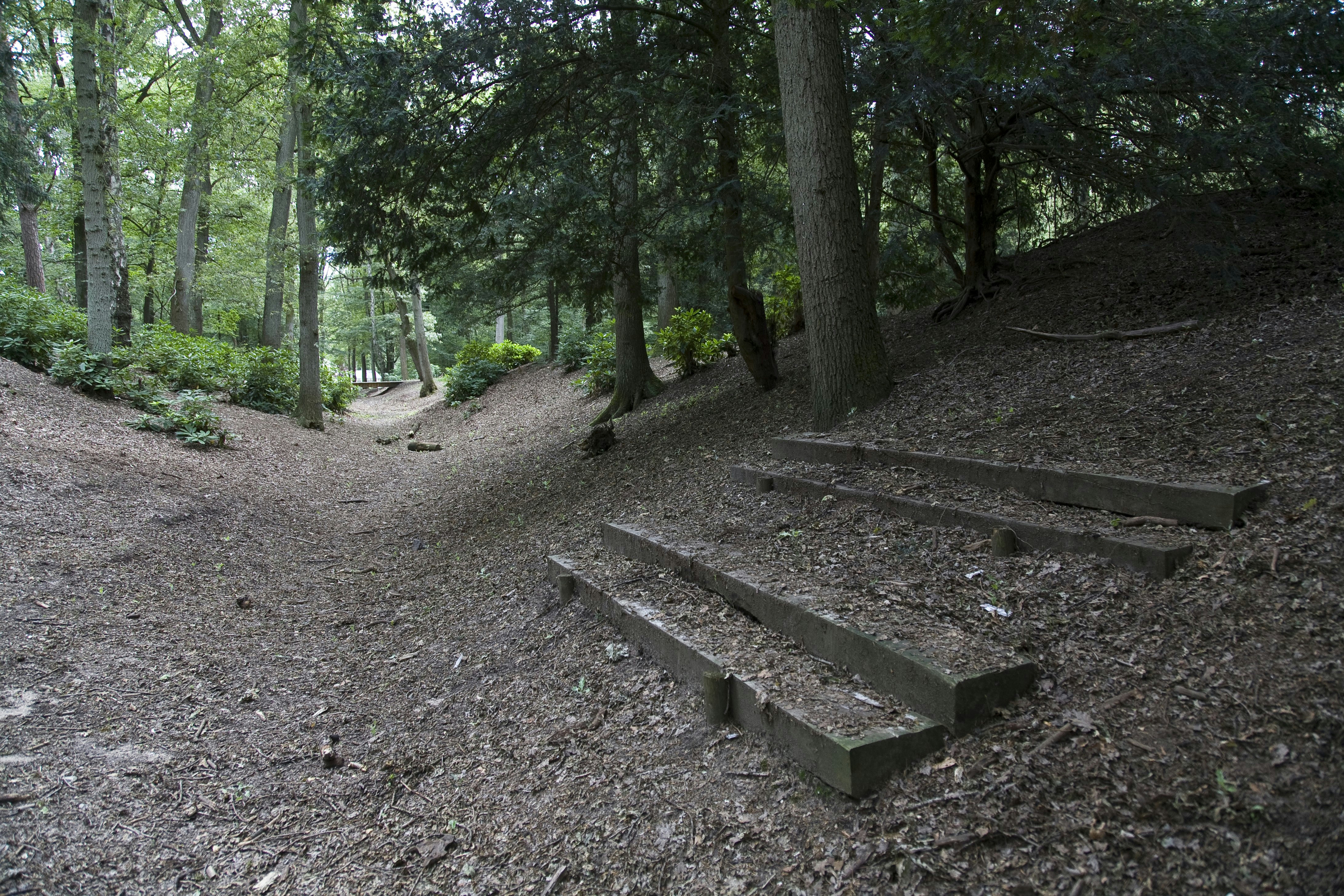
Geul in het Marïenbosch
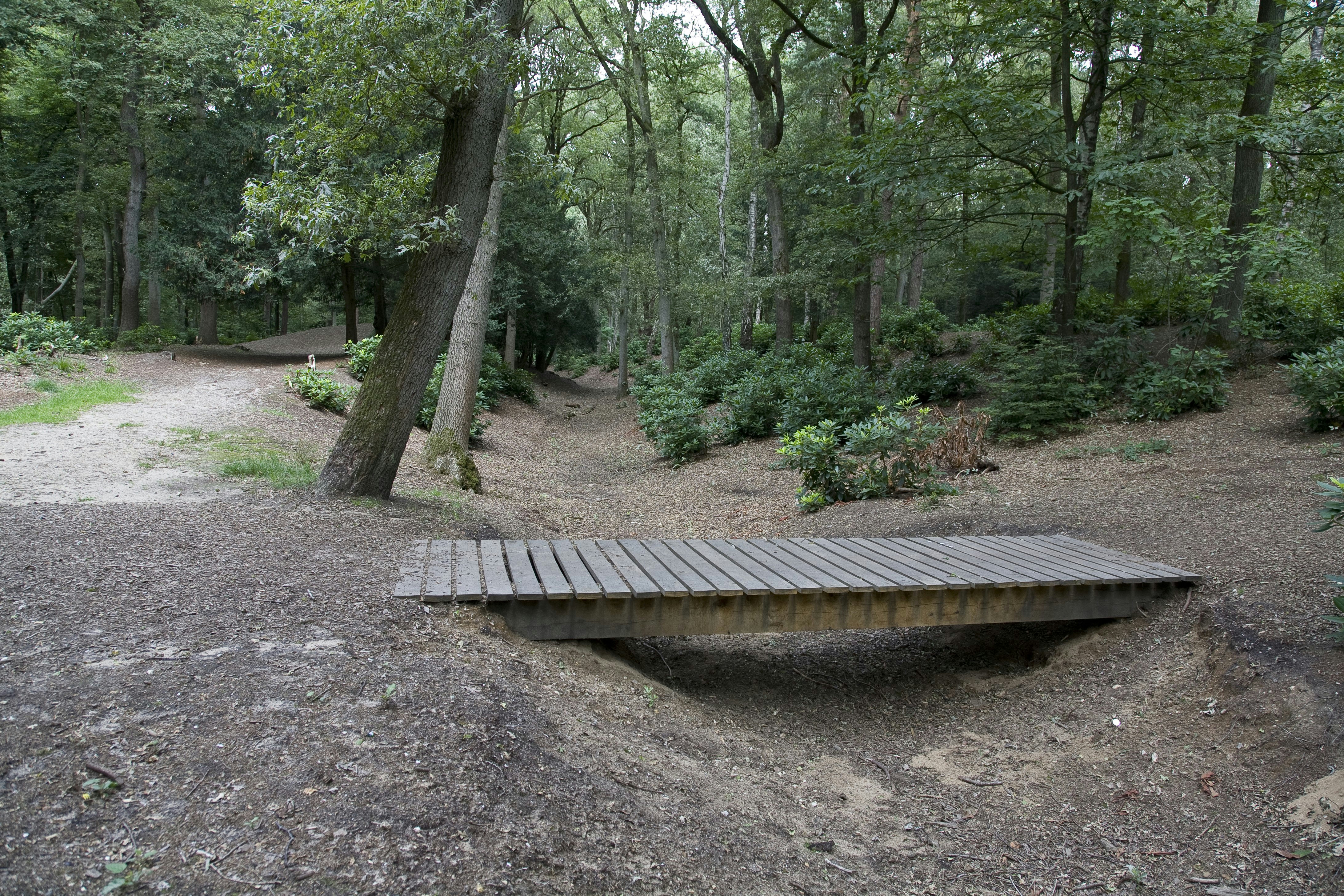
Geul in het Marïenbosch bij Nijmegen, restant van Romeins aquaduct - Unknown - 20537024 - RCE
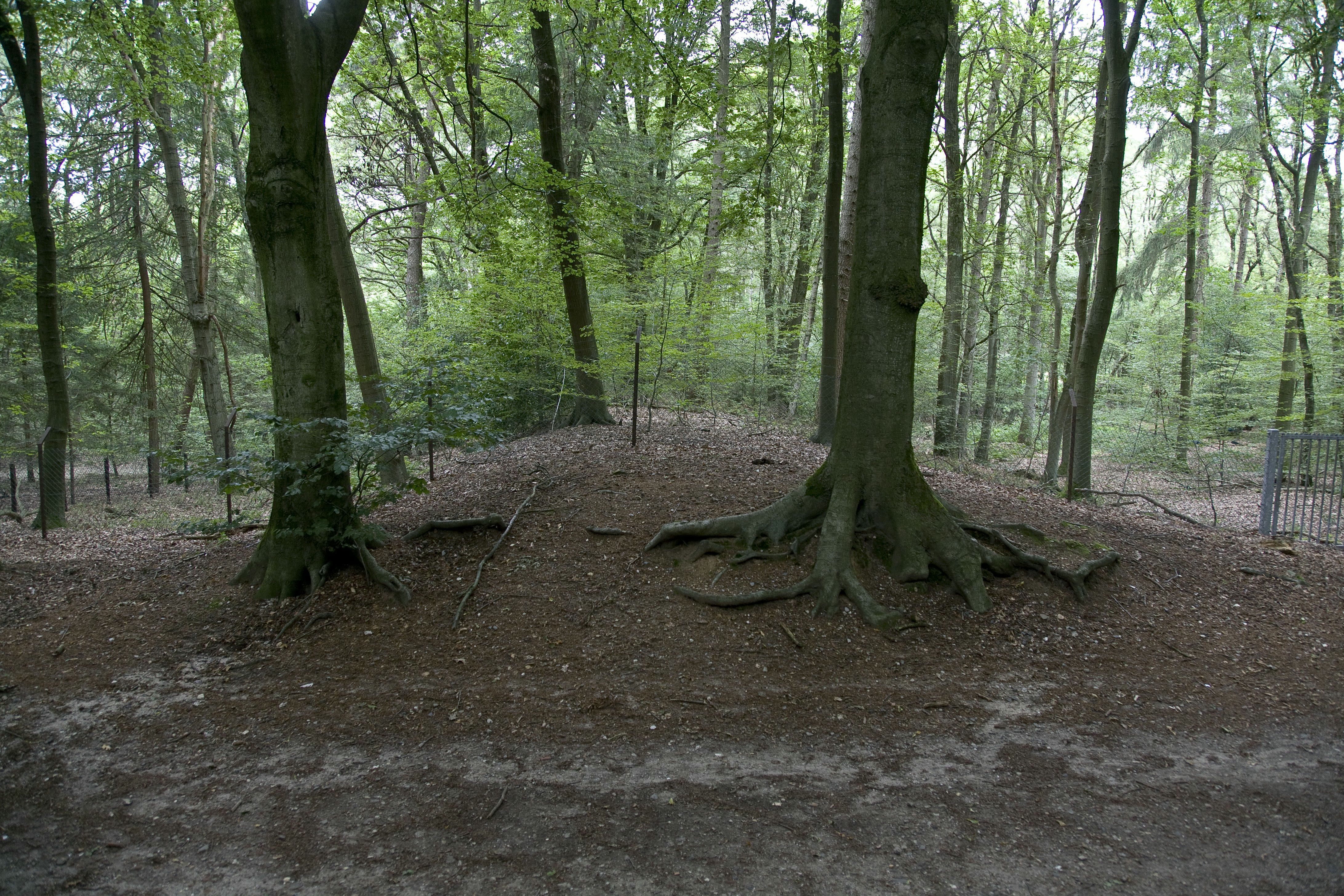
Swartendijk
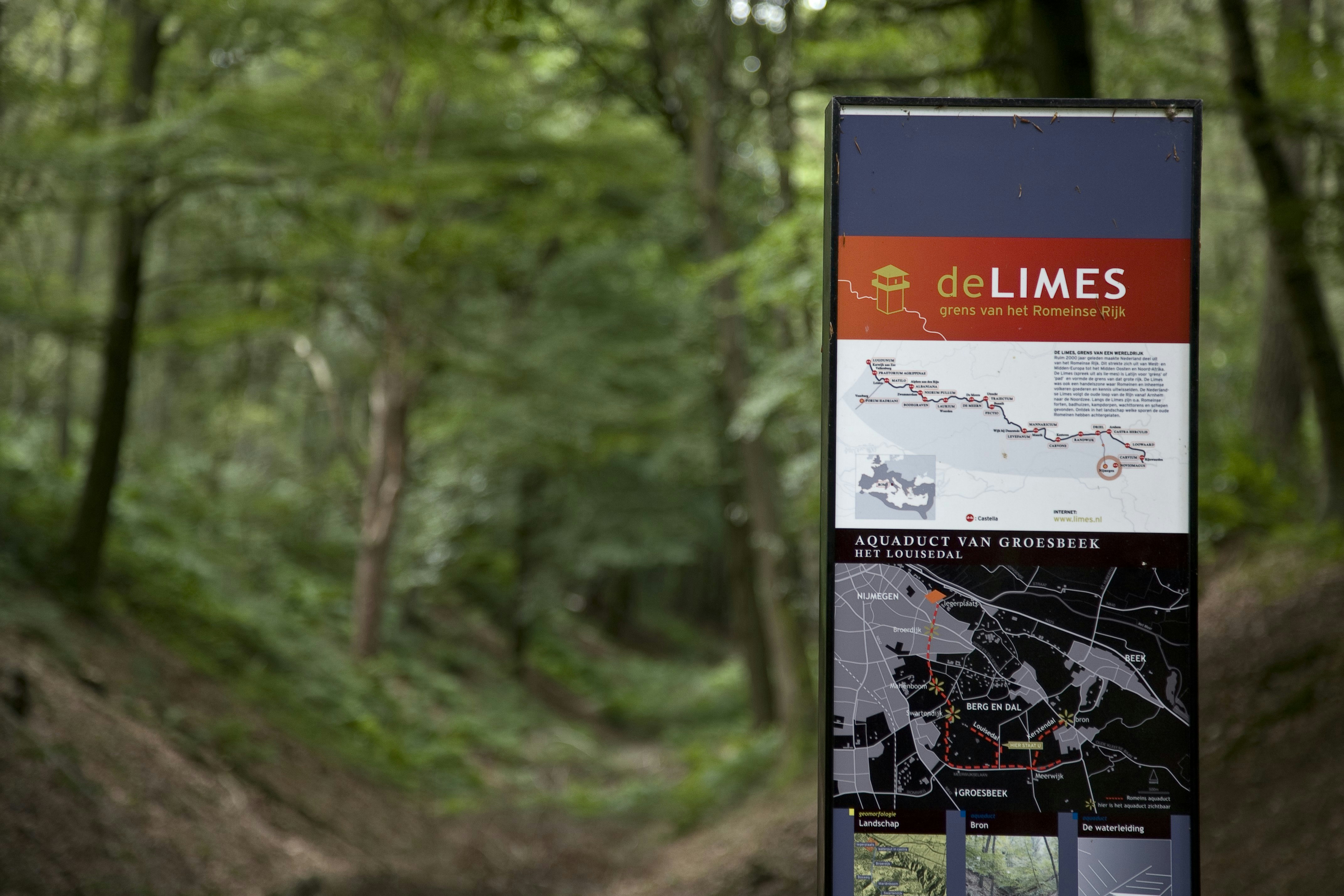
Informatiebord over de Limes in het Louisedal bij de Postweg, een deel van een Romeins aquaduct
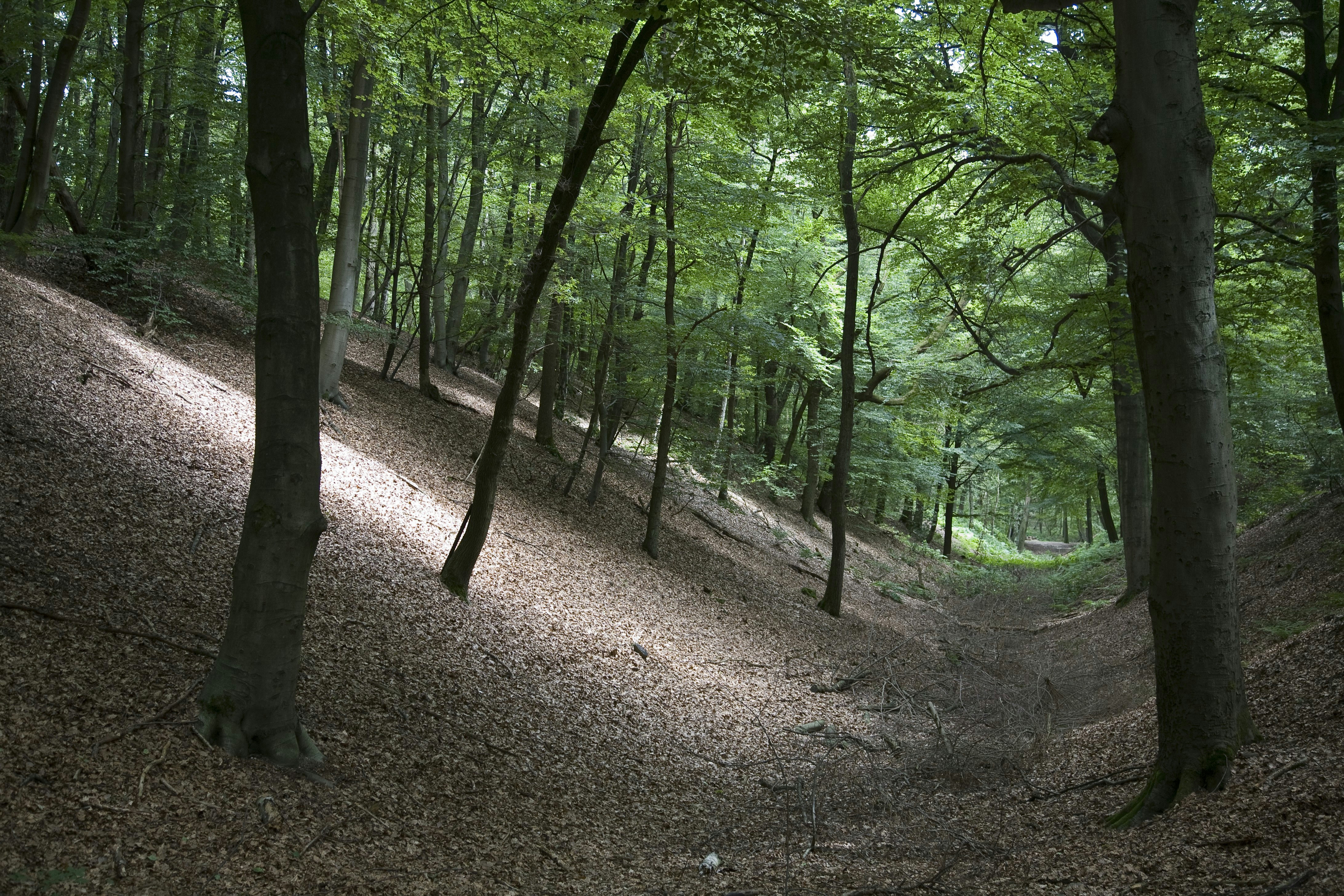
Louisedal bij Postweg, een deel van een Romeins aquaduct